# 韓延之
韓延之（？—？），字顯宗，南陽赭陽（今河南方城）人。曹魏司徒韓暨的後人。東晉末年及北魏人物，初在東晉仕官，因拒絕支持劉裕而與司馬休之北走後秦，後秦亡後歸北魏，並北魏任職。

## 生平
韓延之年輕就以重情義而聞名，晉安帝在位時期任建威將軍、荊州治中，後轉平西府錄事參軍。義熙十一年（415年），掌政的劉裕親自率軍討伐其時的平西將軍、荊州刺史司馬休之，並送密函給韓延之勸他不要支持司馬休之。可是韓延之回信指司馬休之「體國忠貞，款懷待物」，又說：「自從舉義以來，方伯們誰不先與你商討而直接上表天子呢，正所謂要強加的罪，哪怕找不到理由！劉裕足下，舉國之中人人都看清楚的的野心，而你還想欺騙國士，『天地所不容』，那是你而不是我們。你又說：『虛懷期物，自有由來』；現在攻伐別人的上司，用利益去收買人，還真是『虛懷期物，自有由來』呀！劉藩死於閶闔之門，諸葛弊於左右之手。以好話哄騙方伯，而輕兵襲擊他，令到內無真誠的士人，外無自己信任的諸侯。以這樣令計謀成功，實在可恥呀！我淺陋低劣，但也曾經聽過君子之道。以平西這樣高的道德，難道可以沒有可命令的部下嗎！假若天要長期禍亂，世間混濁，我就應與臧洪在地下同游。」劉裕得信歎息，但仍將書信自部下展示，稱許道：「侍奉人就應該這樣！」為表示不臣於劉裕，韓延之用了劉裕父劉翹的名和表字，改字「顯宗」，改兒子名為「翹」。
同年司馬休之兵敗，韓延之與休之等北奔後秦。義熙十三年（417年），劉裕北伐，攻滅後秦，韓延之等人歸降北魏。韓延之入魏後任虎牢鎮將，封魯陽侯。韓延之後在北魏去世。

## 家庭

### 夫人
- 羅氏
- 拓跋氏，淮南王女

### 子女
- 韓措
- 韩翘
- 韩道仁，殿中尚書，西平公

## 延伸阅读
[在维基数据编辑]
 《魏書/卷38》，出自魏收《魏书》
 《北史/卷027》，出自李延壽《北史》